# Lista de vereadores de Mairiporã
A Câmara Municipal de Mairiporã é o órgão legislativo do município de Mairiporã, município do estado de São Paulo. Atualmente é composta por 13 vereadores. Sua sede, conhecida como Plenário 27 de março, está localizada na rua Alameda Tibiriçá, no bairro de Vila Nova. Foi inaugurada em 27 de março de 1948, data em que o município, ainda quando denominava-se Juqueri, celebrou seus 59 anos de emancipação político-administrativa.

## Legislaturas

### 19ª Legislatura (2025–2028)
| N° | Vereador                           | Partido      |
| -- | ---------------------------------- | ------------ |
| 1  | Valdeci Fernandes (América)        | Republicanos |
| 2  | Eduardo Pereira dos Santos         | PSD          |
| 3  | Juvenildo de Oliveira Dantas       | PSD          |
| 4  | Gleidson Shiguemi Aiacyda          | PSB          |
| 5  | Leila Aparecida Ravázio            | PSD          |
| 6  | Ricardo Messias Barbosa            | PODE         |
| 7  | José Correa da Silva Neto (Barzil) | PSD          |
| 8  | Marco Antônio Ribeiro Santos       | PSB          |
| 9  | Jessé Pereira dos Santos           | PODE         |
| 10 | Gustavo Lima Brilha                | PODE         |
| 11 | Alexandre dos Santos (Boava)       | MDB          |
| 12 | Ruty de Freitas Cunha              | Republicanos |
| 13 | Jorge Pereira Da Silva (Braúna)    | PL           |

### 18ª Legislatura (2021–2024)
| N° | Vereador                                         | Partido      |
| -- | ------------------------------------------------ | ------------ |
| 1  | Valdeci Fernandes (América)                      | Republicanos |
| 1  | Ruty de Freitas Cunha                            | Republicanos |
| 2  | Marcinho Alexandre Emídio de Oliveira (da Serra) | PSD          |
| 2  | Renato Luís Fontes Cardoso (Professor)           | PSD          |
| 3  | Nilber Rosemberg Ladeira de Souza                | PL           |
| 4  | José Correa da Silva Neto (Barzil)               | PSDB         |
| 5  | Juvenildo de Oliveira Dantas                     | PSDB         |
| 6  | Leila Aparecida Ravázio                          | PSB          |
| 7  | Marco Antônio Ribeiro Santos                     | PSD          |
| 8  | Rubens Alves (Sargento Rubão)                    | PL           |
| 8  | Cícero Pereira dos Santos (Pastor)               | PL           |
| 9  | Ricardo Messias Barbosa                          | PSDB         |
| 10 | Fernando Rachas Ribeiro (Doutor)                 | PSB          |
| 11 | Doriedson Antonio da Silva Freitas               | REDE         |
| 12 | Eliomar da Silva Oliveira (Policial)             | Republicanos |
| 13 | Fernando Cesar Brilha Brandão (do Turismo)       | DEM          |
| 13 | Gilberto Tadeu de Freitas (Sensei)               | DEM          |

### 17ª Legislatura (2017–2020)
| N° | Vereador                                         | Coligação                                        | Partido |
| -- | ------------------------------------------------ | ------------------------------------------------ | ------- |
| 1  | Valdeci Fernandes (América)                      | PV/PSDC                                          | PV      |
| 2  | Marcinho Alexandre Emídio de Oliveira (da Serra) | PSB/PSD/DEM/PPL                                  | PSD     |
| 3  | Manoel Ricardo Ruiz (Chinão)                     | PSB/PSD/DEM/PPL                                  | PSD     |
| 4  | Juvenildo de Oliveira Dantas                     | PV/PSDC                                          | PV      |
| 5  | Marco Antônio Ribeiro Santos                     | Juntos por Mairiporã (PSDB / PDT)                | PSDB    |
| 6  | Wilson Rogério Rondina (Sorriso)                 | -                                                | PSC     |
| 7  | Antonio Aparecido Barbosa da Silva (Tonhe)       | Juntos por Mairiporã (PSDB / PDT)                | PSDB    |
| 8  | Alexandre dos Santos (Boava)                     | PMDB/PP/PPS/PSL/PRP/SD/PTC                       | PPS     |
| 9  | Essio Minozzi Junior (Professor)                 | Juntos por Mairiporã (PSDB / PDT)                | PDT     |
| 9  | Ricardo Vieira da Silva (Doutor)                 | Juntos por Mairiporã (PSDB / PDT)                | PSDB    |
| 10 | Ricardo Messias Barbosa                          | Juntos por Mairiporã (PSDB / PDT)                | PSDB    |
| 11 | Fernando Rachas Ribeiro (Doutor)                 | PMDB/PP/PPS/PSL/PRP/SD/PTC                       | PMDB    |
| 11 | Cícero Pereira dos Santos (Pastor)               | -                                                | PSC     |
| 12 | Carlos Augusto Forti                             | PTB / PR / PHS                                   | PTB     |
| 13 | Doriedson Antonio da Silva Freitas               | Por uma Mairiporã verdadeira (PEN / PRTB / REDE) | REDE    |

### 16ª Legislatura (2013–2016)
| N° | Vereador                                             | Partido |
| -- | ---------------------------------------------------- | ------- |
| 1  | Walid Ali Hamid (Aladim)                             | PSC     |
| 2  | Marco Antônio Ribeiro Santos                         | PSDB    |
| 3  | Marcio Alexandre Emídio Oliveira (Marcinho da Serra) | PSD     |
| 4  | Éssio Minozzi Júnior (Professor)                     | PR      |
| 5  | Juvenildo de Oliveira Dantas (Nil)                   | PV      |
| 6  | Alexandre dos Santos (Boava)                         | PPS     |
| 7  | Ricardo Vieira da Silva (Doutor)                     | PSDB    |
| 8  | Rafael Tadeu Martin                                  | PSDB    |
| 9  | Marcos Pinto Barbosa (do Táxi)                       | PV      |
| 10 | Osvaldo Loureiro Filho (Doutor)                      | PSD     |
| 11 | Dayvid José Ribeiro Alves                            | PSDC    |
| 12 | Valdeci Moreno de Sousa Lopes (Tia Val)              | PTB     |
| 13 | Édio de Oliveira Sousa (Professor)                   | PRB     |
| 14 | Valdeci Fernandes (América)                          | PTB     |

### 15ª Legislatura (2009–2012)
| N° | Vereador                                                | Partido |
| -- | ------------------------------------------------------- | ------- |
| 1  | Dayvid José Ribeiro Alves                               | PSDC    |
| 2  | Glauco Tadeu de Souza Costa                             | PR      |
| 2  | Éssio Minozzi Junior (Professor)                        | PR      |
| 3  | Valdecir Odorico Bueno (do Mak)                         | PTB     |
| 4  | Eduardo Pereira dos Santos                              |         |
| 5  | Júlio Ruiz                                              | PMDB    |
| 6  | Marcio Alexandre Emídio de Oliveira (Marcinho da Serra) |         |
| 7  | Marco Antônio Ribeiro Santos                            | PSDB    |
| 8  | Osvaldo Loureiro Filho                                  | PSDB    |
| 9  | Ricardo Vieira da Silva                                 |         |
| 10 | Walid Ali Hamid (Aladim)                                | DEM     |
| 10 | Marcos Pinto Barbosa (Táxi)                             | DEM     |
| 10 | Lincon da Avon                                          | DEM     |

### 14ª Legislatura (2005–2008)
| N° | Vereador                         | Partido |
| -- | -------------------------------- | ------- |
| 1  | Carlos Augusto Forti             | PTB     |
| 2  | Dayvid José Ribeiro Alves        | PSDC    |
| 3  | João Fereira Lopes               | PPS     |
| 4  | Glauco Tadeu de Souza Costa      | PSC     |
| 5  | Edson Bueno de Oliveira          | PSDB    |
| 6  | Eduardo Pereira dos Santos       | PSC     |
| 7  | Júlio Ruiz                       | PSDB    |
| 8  | Marco Antônio Ribeiro dos Santos | PSDB    |
| 9  | Oswaldo Loureiro Filho           | PSDB    |
| 10 | Valdecir Odorico Bueno (do Mak)  | PTB     |

### 13ª Legislatura (2001–2004)
| N° | Vereador                    | Partido |
| -- | --------------------------- | ------- |
| 1  | Oswaldo Pisaneschi          | PFL     |
| 2  | Maria Francisca Boralli     | PSB     |
| 3  | Abdul Karim Nagib Moussa    | PTB     |
| 4  | João Ferreira Lopes         | PSD     |
| 5  | Oswaldo Loureiro Filho      | PT      |
| 6  | Antônio da Silva Neto       | PMDB    |
| 7  | Sebastião Soares Loiolla    | PST     |
| 8  | Donato Antonio Mozelli      | PMDB    |
| 9  | Ana Maria Gaggini Tellian   | PSD     |
| 10 | Mário Romero                | PSDB    |
| 11 | Nicola Peres Neto           | PTB     |
| 11 | Júlio Ruiz                  | PTB     |
| 12 | João Avelino                | PSDB    |
| 13 | Carlos Augusto Forti        | PPS     |
| 14 | Adilson Jacob Miziara       | PFL     |
| 15 | Glauco Tadeu de Souza Costa | PPS     |

### 12ª Legislatura (1997–2000)
| N° | Vereador                   | Partido |
| -- | -------------------------- | ------- |
| 1  | Antônio Shigueyuki Aiacyda | PFL     |
| 2  | Nicola Peres Neto          | PTB     |
| 3  | Oswaldo Pisaneschi         | PFL     |
| 4  | Mário Romeiro              | PSDB    |
| 5  | Donato A. Mozzelli         | PMDB    |
| 6  | Francisco Assis A. Souza   | PRP     |
| 7  | Walter Jabur               | PRP     |
| 8  | Antônio S. Neto            | PMDB    |
| 9  | Iolanda Lopes Oliveira     | PSDB    |
| 10 | Hermínio Silveira Moraes   | PSB     |
| 11 | Sílvio Tadeu Valim         | PFL     |
| 12 | Abdul Karim Nagib Moussa   | PST     |
| 13 | Francisco F. Feitosa       | PSB     |
| 14 | João Pereira Bueno         | PST     |
| 15 | Armando Alves da Silva     | PTB     |

### 11ª Legislatura (1993–1996)
| N° | Vereador                                     | Partido |
| -- | -------------------------------------------- | ------- |
| 1  | Oswaldo Pisaneschi                           | PFL     |
| 2  | Antônio Shigueyuki Aiacyda                   | PFL     |
| 3  | Glauco Tadeu Jacomossi                       | PSD     |
| 4  | Nilton Nuno A. Oliveira                      | PRN     |
| 5  | Walter Jabur                                 | PSD     |
| 6  | Mário Romeiro                                | PDS     |
| 7  | Ruy Marcelo de Freitas                       | PTB     |
| 8  | Abdul Karim Nagib Moussa                     | PDS     |
| 9  | Glauco Tadeu de Souza Costa                  | PFL     |
| 10 | Hermínio Silveira Moraes                     | PSB     |
| 11 | Segismundo Araújo dos Santos Filho (Edmundo) | PSDB    |
| 12 | Francisco Fontes Feitosa                     | PSB     |
| 13 | José Carlos Bueno                            | PRN     |
| 14 | Antônio da Silva Neto                        | PMDB    |
| 15 | Juan Oscar Ouchana                           | PMDB    |

### 10ª Legislatura (1989–1992)
| N° | Vereador                           | Partido |
| -- | ---------------------------------- | ------- |
| 1  | Maurício Barban                    | PDC     |
| 2  | Oswaldo Pisaneschi                 | PFL     |
| 3  | Antônio Sigueyuki Aiacyda          | PDS     |
| 4  | Ademar Valter Coimbra              | PDS     |
| 5  | Dermeval Augusto Ferreira da Silva | PFL     |
| 6  | João Batista da Fonseca            | PFL     |
| 7  | Manoel Pinto Júnior                | PMDB    |
| 8  | Mário Romeiro                      | PDS     |
| 9  | José Roberto Porto                 | PTB     |
| 10 | Walter Jabur                       | PMDB    |
| 11 | João Rodrigues da Cunha            | PDS     |
| 12 | Miguel Nagib Moussa                | PDS     |
| 13 | Olavo Baracat                      | PMDB    |
| 14 | Antônio Theodoro da Silva Filho    | PRN     |
| 15 | Renato Gastão de Moraes Pinto      | PRN     |

### 9ª Legislatura (1983–1988)
| N° | Vereador                       | Partido |
| -- | ------------------------------ | ------- |
| 1  | Oswaldo Pisaneschi             | PMDB    |
| 2  | Flávio Ramos Gianesella        | PMDB    |
| 3  | Mufarrege Salomão Chamma       | PDS     |
| 4  | Antônio Ozório Mendes da Silva | PMDB    |
| 5  | Adilson Jacob Miziara          | PDS     |
| 6  | Archangelo Spada               | PDS     |
| 7  | Aristides Amâncio da Silva     | PMDB    |
| 8  | Manoel Pinto Júnior            | PMDB    |
| 9  | Miguel Nagib Moussa            | PDS     |
| 10 | Edson Pereira da Silva         | PDS     |
| 11 | Getúlio Yokito Harada          | PDS     |
| 12 | Luiz de Freitas                | PDS     |
| 13 | João Nakashima                 | PMDB    |

### 8ª Legislatura (1977–1982)
| N° | Vereador                  | Partido |
| -- | ------------------------- | ------- |
| 1  | Mufarrege Salomão Chamma  | Arena   |
| 2  | Reginaldo Rogero          | Arena   |
| 3  | José Roberto Melchiori    | Arena   |
| 3  | Edson Petri               | Arena   |
| 4  | Maria Zeza Gomes Oliveira | Arena   |
| 5  | João Rodrigues da Cunha   | MDB     |
| 6  | Antônio Caetano da Silva  | Arena   |
| 7  | Francisco Pinto           | Arena   |
| 8  | Benedito Tomaz Pereira    | MDB     |
| 9  | Alexandre Santos Pinto    | Arena   |
| 10 | Aristeu Caetano           | Arena   |
| 11 | Luiz de Freitas           | Arena   |

### 7ª Legislatura (1973–1976)
| N° | Vereador                | Partido |
| -- | ----------------------- | ------- |
| 1  | Ademar Valter Coimbra   | Arena   |
| 2  | Elzo Cordeiro de Souza  | Arena   |
| 3  | Florêncio Pereira       | Arena   |
| 4  | Paulo Bueno da Silva    | Arena   |
| 5  | João Rodrigues da Cunha | MDB     |
| 6  | Alexandre Santos Pinto  | Arena   |
| 7  | José Roberto Melchiori  | Arena   |
| 8  | José Enrico Pappalardo  | Arena   |
| 9  | Aristeu Caetano         | Arena   |

### 6ª Legislatura (1969–1972)
| N° | Vereador                        |
| -- | ------------------------------- |
| 1  | Argemiro Laurindo Carbonelli    |
| 2  | Aristeu Caetano                 |
| 3  | Francisco Pinto                 |
| 4  | João Nicolau Chamma Neto        |
| 5  | José Aparecido Cardoso da Silva |
| 6  | Katsuyoshi Yokomizo             |
| 7  | Luís Carlos Ribeiro de Camargo  |
| 8  | Manoel Pinto Júnior             |
| 9  | Paulo Kaneichi                  |
| 10 | Reginaldo Rogero                |

### 5ª Legislatura (1964–1968)
| N° | Vereador                            |
| -- | ----------------------------------- |
| 1  | Argemiro Laurindo Carbonelli        |
| 2  | Cândido Galrão de França            |
| 3  | Eurípedes de Oliveira               |
| 4  | Francisco Pereira Brandão           |
| 5  | Francisco Pinto                     |
| 6  | João Rodrigues                      |
| 7  | Luiz Salomão Chamma                 |
| 8  | Noboru Yamadera                     |
| 9  | Pedro Paulo Ribeiro de Araújo Neves |
| 10 | Reginaldo Rogero                    |
| 11 | Rubens Boni                         |
| 12 | Rubens Cardoso César                |
| 13 | Sebastião Gonçalves Maia            |
| 14 | Tadafumi Harada                     |

### 4ª Legislatura (1960–1964)
| N° | Vereador                         |
| -- | -------------------------------- |
| 1  | Aristeu Caetano                  |
| 2  | Florêncio Pereira                |
| 3  | Francisco Brilha                 |
| 4  | Francisco Pinto                  |
| 5  | Eurípedes de Oliveira            |
| 6  | José Enrico Pappalardo           |
| 7  | João Rodrigues da Cunha (o Belo) |
| 8  | Luiz Salomão Chamma              |
| 9  | Lamartine Albuquerque Passarella |
| 10 | Rubens Boni                      |
| 11 | Francisco Pereira Brandão        |
| 12 | Tadafumi Harada                  |

### 3ª Legislatura (1956–1959)
| N° | Vereador                         |
| -- | -------------------------------- |
| 1  | Alcebíades Fagundes              |
| 2  | Alfredo Salomão Chamma           |
| 3  | Antônio Morelatto                |
| 4  | Aparício Galrão de França        |
| 5  | Carlos Nunes dos Santos          |
| 6  | Francisco Pinto                  |
| 7  | Iracy Rolim                      |
| 8  | Ivo Pelliciari                   |
| 9  | Jorge Abraão Judar               |
| 10 | José da Silveira Pinheiro        |
| 11 | Lamartine Albuquerque Passarella |
| 12 | Maximiliano Cunha Corrêa         |
| 13 | Raphael Brilha                   |
| 14 | Rubens Cardoso César             |
| 15 | Tadafumi Harada                  |

### 2ª Legislatura (1952–1955)
| N° | Vereador                                    |
| -- | ------------------------------------------- |
| 1  | Cândido Bueno de Moraes                     |
| 2  | Francisco Brilha                            |
| 3  | Francisco Feliciano Ferreira da Silva Filho |
| 4  | Iracy Rolim                                 |
| 5  | João Pereira Prado                          |
| 6  | Juventil de Almeida Cardoso                 |
| 7  | Leonor de Oliveira                          |
| 8  | Octávio Azeredo                             |
| 9  | Rubens Boni                                 |
| 10 | Salvino da Fonseca                          |
| 11 | Tadafume Harada                             |

### 1ª Legislatura (1948–1951)
| N° | Vereador                          |
| -- | --------------------------------- |
| 1  | Antônio D'Agostino                |
| 2  | Antônio Carlos de Almeida         |
| 3  | Belarmino Pereira de Carvalho     |
| 4  | Benedito José de Almeida Prado    |
| 5  | Benedito Silvino dos Santos Filho |
| 6  | Durvalino Almeida Cardoso         |
| 7  | Eloy Antônio da Silva             |
| 8  | Florêncio Pereira                 |
| 9  | Francisco Brilha                  |
| 10 | Iracy Rolim                       |
| 11 | Lamartine Albuquerque Passarella  |
| 12 | Leonor de Oliveira                |
| 13 | Orlando Fagundes                  |
| 14 | Salvino Fonseca                   |
| 15 | Tadafumi Harada                   |